# Peter Bishop
Pour les articles homonymes, voir Bishop.
Peter Bishop est l'un des personnages principaux de la série télévisée américaine Fringe. Incarné par l'acteur canadien Joshua Jackson, il est doublé par Alexandre Gillet en version française.

## Biographie fictive

### Jeunesse
Peter Bishop est né en 1978, dans le monde alternatif. Ses parents sont Walter Bishop (Walter-ego dans cet univers parallèle) et Elizabeth Bishop.
En 1985, il tombe gravement malade et souffre d'un mal génétique inconnu. Dans l'univers original, Walter Bishop voit son fils mourir de cette même maladie, après avoir tenté toutes sortes d'expériences pour le sauver. Walter met alors au point une fenêtre s'ouvrant sur le monde alternatif. Il découvre alors que le Peter alternatif est toujours en vie, mais son père, distrait par September, ne voit pas qu'il est parvenu à trouver le remède. Walter parvient à passer dans le monde alternatif en construisant un portail sur la glace gelée du lac Reiden et kidnappe le Peter alternatif. De retour dans l'univers originel, les deux hommes tombent dans l'eau glacée mais sont sauvés par September. Walter le ramène dans son laboratoire à l'Université Harvard et parvient à le guérir, mais Peter sent bien que ce Walter n'est pas son vrai père et reste très fermé face à lui.
En 1991, l'assistante de Walter, Carla Warren, est accidentellement tuée lors d'un incendie dans le labo de Walter. Jugé coupable, Walter est interné à l’hôpital psychiatrique St. Claire. Peter grandit alors sans père et ne lui rend jamais visite. Peter contactera son père seulement pour lui annoncer la mort d'Elizabeth dans un accident de la route.
Dès lors, il apprend à se débrouiller, voyage beaucoup. Il vit d'escroqueries et se fabrique un diplôme du MIT (Massachusetts Institute of Technology), où il travaille un temps avant d'être démasqué. Dans ces péripéties, Peter croise la mafia et notamment un certain Big Eddie, à qui il devra de l'argent.

### Saison 1
En plein milieu d'un rendez-vous d'affaires à Bagdad, Peter est approché par l'agent du FBI Olivia Dunham. Cette dernière souhaite que Peter lui fasse rencontrer Walter à l'hôpital psychiatrique, car seul un de ses proches peut lui rendre visite. Olivia a besoin des connaissances de Walter pour sauver son collègue et amant John Scott. Grâce au FBI et au supérieur d'Olivia, Phillip Broyles, Walter est libéré mais doit demeurer sous la tutelle de Peter. Walter et Peter s'associent donc à Olivia pour une série d'enquêtes sur des phénomènes paranormaux inédits mais très souvent liés aux travaux passés de Walter. Ce dernier retrouve son labo à Havard où il est désormais assisté par l'agent Astrid Farnsworth.
Peter va mettre du temps à se lier avec son père, qui garde beaucoup de séquelles de son internement. Mais il s'attache progressivement à lui et comprend son caractère. Il fait souvent le « lien » entre Walter et les autres personnes.

### Saison 3
Lors de la saison 3 sa relation avec Olivia Dunham devient de plus en plus intime.

## Nom du personnage
À l'instar de nombreux personnages de la série, son nom de famille est celui d'un scientifique réputé : J. Michael Bishop, Prix Nobel de physiologie ou médecine en 1989.

## Interprètes
Peter Bishop est incarné par Joshua Jackson. Quinn Lord et Chandler Canterbury l'ont joué dans des versions jeunes du personnage.